# Torontálgyülvész
Torontálgyülvész (románul: Giulvăz, németül Djulwes, szerbül Đulves) település Romániában, a Bánságban, Temes megyében.

## Fekvése
Temesvártól délnyugatra, Újpécs és Rudna közt fekvő település.

## Története
Nevét 1433-ban Gyluez néven említette először oklevél.
1462-ben Gywlwez, 1717-ben Guilaws, 1623-ban Julves, 1785-ben Gyüleviz, 1806-ban Gyülvész (Julvesz), 1913-ban Torontálgyülvész néven írták.
A települést a középkorban (1433-1497 között még csak mint Gyülvész nevű pusztát említették.
1433-ban a Vojtai Bobal családé. 1462-ben Majosi György birtoka volt, aki Upori László fiának Pálnak zálogosította el.
A falu a török hódoltság alatt sem néptelenedett el. Az 1717 évi kincstári összeíráskor Giulwasa csákovai kerület községei közé tartozott. Ekkor 27 lakott ház volt a településen. Az 1761 évi katonai térképen már jelentékeny falunak jelölték.
1779-ben Gyülvész Torontál vármegyéhez került, majd két évvel később, 1781-ben Dadán (Dadányi Naum Levan György és öccse, idősebb Dadányi Konstantin vásárolta meg. Még 1838-ban is a Dadányiaké volt. Ekkor ifjabb Dadányi Konstantin birtoka volt, és tőle a Kinskyek örökölték, akik 1909-ben felparcellázták itteni birtokaikat.
1785-ben innen keltezte levelét comes Antonius Jankovics új kincstartó és kormányszéki elnök a karlócai metropolitához, amelyben a Hora lázadás leverésében szerzett érdemeiért fejezte ki elismerését.
A trianoni békeszerződés előtt Torontál vármegye Párdányi járásához tartozott.

## Közlekedés
A települést érinti a Temesvár–Torontálkeresztes-vasútvonal.

## Népessége
1910-ben 1467 lakosából 34 magyar, 433 német, 987 román volt. Ebből 433 római katolikus, 15 görögkatolikus, 985 görögkeleti ortodox volt.

## Források

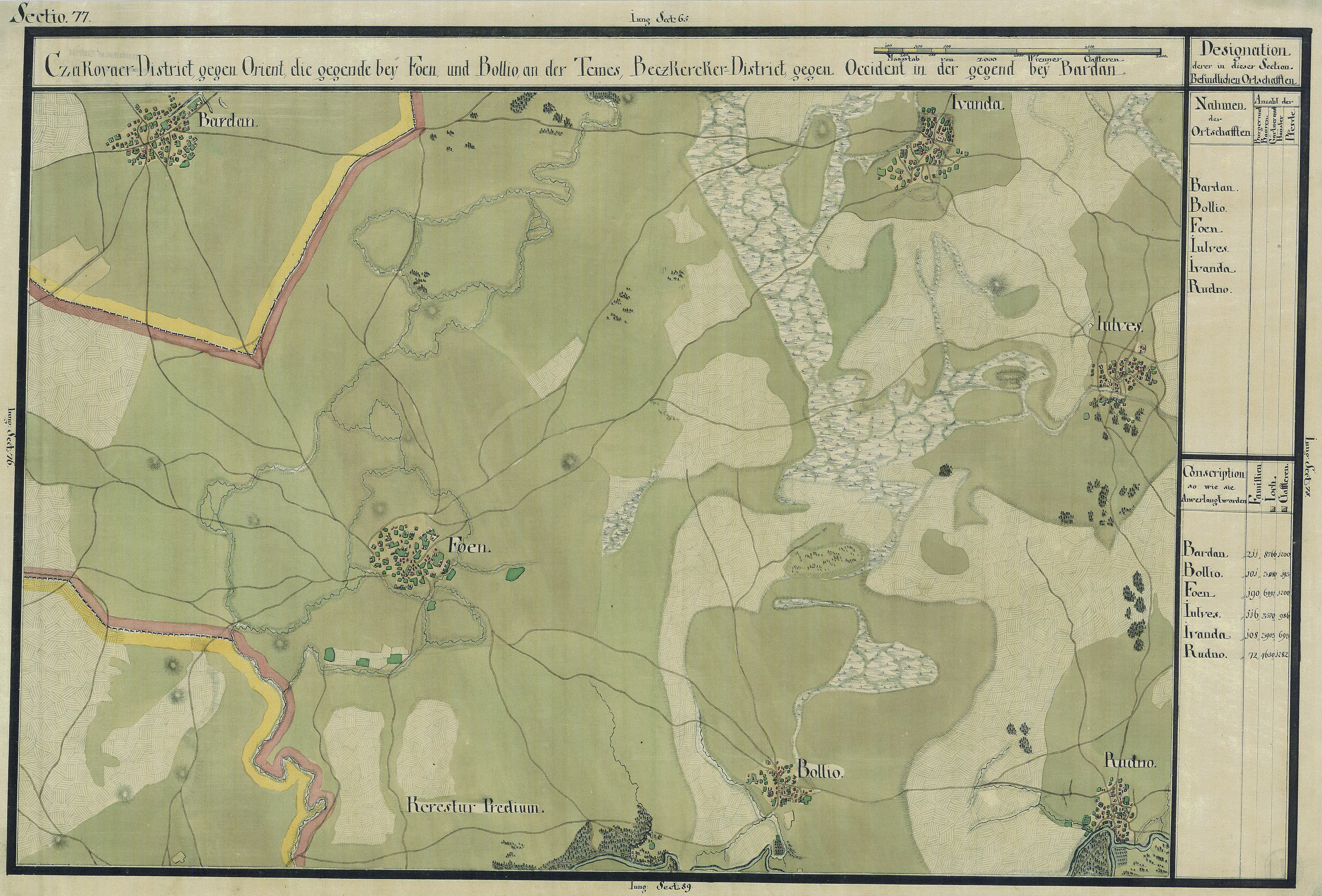
Torontálgyülvés egy régi, 1770-es évekből való katonai térképen

## Nevezetességek
- Görögkeleti temploma